# Supercoupe d'Ukraine de football 2007
La Supercoupe d'Ukraine 2007 (ukrainien : Суперкубок України з футболу 2007, transcription : Superkubok Ukraïny 2007) est la quatrième édition de la Supercoupe d'Ukraine, épreuve qui oppose le champion d'Ukraine au vainqueur de la Coupe d'Ukraine. Disputée le 10 juillet 2007 au Stade Tchernomorets à Odessa en Ukraine devant 32 000 spectateurs, la rencontre est remportée par le Dynamo Kiev aux dépens du Chakhtar Donetsk sur le score de 2-2 après prolongation, quatre tirs au but à deux.

## Participants
La rencontre oppose le Dynamo Kiev au Chakhtar Donetsk. Le Dynamo se qualifie au titre de leur doublé Coupe-Championnat 2007. Le Chakhtar se qualifie pour la Supercoupe à la suite de ses places de dauphin en championnat et de finaliste de Coupe.

## Rencontre
Le match se déroule sur un temps de quatre-vingt-dix minutes. En cas d'égalité, une séance de tirs au but a lieu sans période de prolongation préalable.
Le Chakhtar Donetsk ouvre le score à la quatorzième minute par l'intermédiaire d'Oleksandr Gladkiy. Le Dynamo Kiev égalise puis mène au score par deux buts à un grâce à un doublé de Taras Mykhalyk. Dix minutes après le début de la seconde mi-temps, le joueur du Chakhtar, Serhij Tkačenko marque un second but et remet les équipes à égalité. Le score reste inchangé puis une séance de tirs au but a lieu. 
Oleksandr Aliyev puis Brandão sont les deux premiers tireurs de leur camp et ils loupent leur tentative. Les deux clubs transforment leur deuxième tir puis le Dynamo mène 2-1 au terme de la troisième session. Le joueur de Kiev, Marjan Marković, et le joueur du Chakhtar, Răzvan Raț, convertissent leur tir au but. Mykola Morozyuk marque un quatrième but pour le Dynamo et permet à son équipe de remporter la Supercoupe d'Ukraine sur un score de quatre tirs au but à deux.

## Feuille de match
| 10 juillet 2007           | Dynamo Kiev                                       | 2 - 2             | Chakhtar Donetsk                     | Stade Tchernomorets, Odessa |                      |
| Historique des rencontres | Mykhalyk 26e 30e                                  | (2 - 1)           | 14e Gladkiy · 55e Tkačenko           | Spectateurs : 32 000        | Spectateurs : 32 000 |
| Historique des rencontres | Aliyev · Ninković · Dedečko · Marković · Morozyuk | Tirs au but 4 - 2 | Brandão · Fernandinho · Jádson · Raț | Spectateurs : 32 000        | Spectateurs : 32 000 |

|  |  |

|               | Gardien de but     | Oleksandr Rybka   |     |     |  |
|               | D                  | Marjan Marković   |     |     |  |
|               | D                  | Goran Gavrančić   |     |     |  |
|               | D                  | Vitaliy Mandzyuk  |     |     |  |
|               | D                  | Vitaliy Fedoriv   |     |     |  |
|               | M                  | Denis Dedečko     | 34e |     |  |
|               | M                  | Taras Mykhalyk    |     |     |  |
|               | M                  | Mykola Morozyuk   |     |     |  |
|               | M                  | Oleksandr Aliyev  |     |     |  |
|               | M                  | Denys Oliynyk     |     | 56e |  |
|               | A                  | Volodymyr Lysenko |     | 78e |  |
| Remplaçants : |                    |                   |     |     |  |
|               | Gardien de but     | Taras Lucenko     |     |     |  |
|               | D                  | Kyrylo Petrov     |     |     |  |
|               | M                  | Miloš Ninković    |     | 56e |  |
|               | A                  | Balázs Farkas     |     |     |  |
|               | A                  | Tomislav Bušić    |     |     |  |
|               | A                  | Artem Kravets     |     |     |  |
|               | A                  | Andrey Varankow   |     | 78e |  |
| Entraîneur :  |                    |                   |     |     |  |
|               | Anatoli Demyanenko |                   |     |     |  |

|               | Gardien de but | Andrei Pyatov       |     |           |  |
|               | D              | Serhij Tkačenko     |     |           |  |
|               | D              | Dmytro Chygrynskyi  | 23e |           |  |
|               | D              | Vladimir Yezersky   | 69e |           |  |
|               | D              | Răzvan Raț          |     |           |  |
|               | M              | Oleksiy Polyanskiy  | 20e |           |  |
|               | M              | Volodymyr Pryyomov  |     | 46e       |  |
|               | M              | Fernandinho         |     |           |  |
|               | M              | Zvonimir Vukić      |     |           |  |
|               | A              | Oleksandr Gladkiy   |     | 24e       |  |
|               | A              | Brandão             |     |           |  |
| Remplaçants : |                |                     |     |           |  |
|               | Gardien de but | Dmytro Shutkov      |     |           |  |
|               | D              | Tomáš Hübschman     |     |           |  |
|               | M              | Igor Duljaj         |     | 46e , 63e |  |
|               | M              | Jádson              |     | 24e       |  |
|               | M              | Mariusz Lewandowski |     |           |  |
|               | M              | Oleksiy Gai         |     | 63e       |  |
|               | A              | Ciprian Marica      |     |           |  |
| Entraîneur :  |                |                     |     |           |  |
|               | Mircea Lucescu |                     |     |           |  |